# Luisma
Luisma, rod pravih paprati (papratnice) iz potporodice Grammitidoideae,. dio porodice Polypodiaceae, red Polypodiales. Kew ovaj rod tretira kao sinonim za Grammitis
Jedina vrsta je  L. bivascularis, kolumbijski endem iz departmana Risaralda. 

## Sinonimi
- Grammitis bivascularis (M.T.Murillo & A.R.Sm.) Christenh.; Global Fl. 1(4): 41 (2018)